# シャンム・ナシーム
シャンム・ナシーム (アラビア語エジプト方言: شم النسيم、シャンム・ナスィーム、シャム・エルネシーム、シャンム・エルネシーム、シャム・エンニシームなどと表記することもある) は春の始まりを祝うエジプトの休日である。エジプト最大のキリスト教の宗派であるコプト正教会の暦にあわせて、東方教会の復活祭の翌日にあたる日に祝われる。このため、移動祝祭日である。「そよ風を嗅ぐ」ことを意味する祭りであるので、「エジプトの春風祭」「春香祭」などとも言われる。キリスト教徒以外も祝う祭りで、「エジプト人全体の国民的祭日」と見なされている。

## 内容
キリスト教に関連する日であるが、この祝日は宗教を問わずエジプト人が祝う。ムスリムの住民の間でも、この日を祝うことはシャリーアに反するとは見なされていない。
この日には野原や公園などでピクニックをする習慣があり、エジプトの公園はこの祭りを祝う人々でいっぱいになる。ボラなどの魚を塩漬けにして発酵させたフィシーフや塩漬けニシンの燻製であるリンガなどを食べる習慣がある。フィシーフは非常に独特のにおいを発する食品で、シャム・エンニシームの日には街中がフィシーフのにおいになるという。イースターエッグのように卵に色を付けて装飾したり、卵を食べたりする習慣もある。レタスや玉ねぎなどもよく食べられる。
フィシーフなどを食すため、食中毒が頻発する。自宅で作ったフィシーフを食し、死亡する事例もあるという。このためエジプトの医療機関はシャンム・ナシームの時期には国民に注意を呼びかけている。2018年には2134台の救急車が食中毒その他の健康被害に備えて配備された。

## 来歴
この種の春祭りはキリスト教が生まれるはるか前、紀元前2700年頃から存在していると考えられている。紀元1世紀にプルタルコスが残した記録によると、古代エジプト人はシェムと呼ばれる春の収穫祭には神々に塩漬けの魚、レタス、玉ねぎなどを供えていた。古代エジプト人は春祭りの時期をギザの大ピラミッドと太陽の位置を用いて決定していたという。卵などを食す習慣も既にこの時期から存在していたと考えられる。
エジプトにキリスト教が導入された後、この祭日はキリスト教の春祭りである復活祭と融合した。シェムが復活祭の翌日に祝われるようになり、エジプトがイスラーム化されるまでにはイースターマンデーに行われる祭りとなっていた。ヒジュラ暦は太陰暦であり、太陽暦とは合わないため、シャンム・ナシームはキリスト教の暦にあわせて決められていた。「シャンム・ナシーム」とはコプト語由来の名称で、「そよ風を嗅ぐ」という意味である。

## 日付
- 2012年…4月16日
- 2013年…5月6日
- 2014年…4月21日
- 2015年…4月13日
- 2016年…5月2日
- 2017年…4月17日
- 2018年…4月9日
- 2019年…4月29日